# Mäntyjärvi (sjö i Nurmes, Norra Karelen)
Mäntyjärvi är en sjö i kommunen Nurmes i landskapet Norra Karelen i Finland. Sjön ligger 157 meter över havet. Den är 13,02 meter djup. Arean är 87 hektar och strandlinjen är 13,73 kilometer lång. Sjön  ingår i Vuoksens huvudavrinningsområde.   Den ligger omkring 140 kilometer norr om Joensuu och omkring 460 kilometer nordöst om Helsingfors. 
I sjön finns ön Kontiosaari. 